# Olympische Winterspiele 1968/Biathlon
Bei den X. Olympischen Spielen 1968 in Grenoble fanden zwei Wettbewerbe im Biathlon statt. Austragungsort war Autrans, das provisorisch errichtete Zielstadion befand sich südwestlich des Dorfes. Erstmals auf dem olympischen Programm stand der Staffelwettbewerb.
Die Sportart war als olympische Disziplin immer noch nicht von allen anerkannt, es gab weiter Kritiker. Das Schießen an sich stand da auf dem Prüfstand, weil es eine militärische Nähe widerspiegele. Außerdem seien trotz Regeländerung immer noch die guten Schützen zu sehr im Vorteil gegenüber den guten Läufern. Aber es gab inzwischen auch mehr Befürworter. Die Ausweitung auf eine zweite Disziplin in Form der Staffel trug mit zu einer wachsenden Attraktivität bei. Die Regeln hatten sich geändert – siehe dazu Beschreibung bei den einzelnen Wettbewerben.

## Bilanz

### Medaillenspiegel
| Platz | Land        | Gold | Silber | Bronze | Gesamt |
| ----- | ----------- | ---- | ------ | ------ | ------ |
| 1     | Sowjetunion | 1    | 1      | 1      | 3      |
| 2     | Norwegen    | 1    | 1      | –      | 2      |
| 3     | Schweden    | –    | –      | 1      | 1      |

### Medaillengewinner
| Konkurrenz         | Gold                                                                                             | Silber                                                                    | Bronze                                                                                    |
| ------------------ | ------------------------------------------------------------------------------------------------ | ------------------------------------------------------------------------- | ----------------------------------------------------------------------------------------- |
| Einzel 20 km       | Magnar Solberg                                                                                   | Alexander Tichonow                                                        | Wladimir Gundarzew                                                                        |
| Staffel 4 × 7,5 km | Sowjetunion 0000Alexander Tichonow 0000Nikolai Pusanow 0000Wiktor Mamatow 0000Wladimir Gundarzew | Norwegen 0000Ola Wærhaug 0000Olav Jordet 0000Magnar Solberg 0000Jon Istad | Schweden 0000Lars-Göran Arwidson 0000Tore Eriksson 0000Olle Petrusson 0000Holmfrid Olsson |

## Ergebnisse

### Einzel 20 km

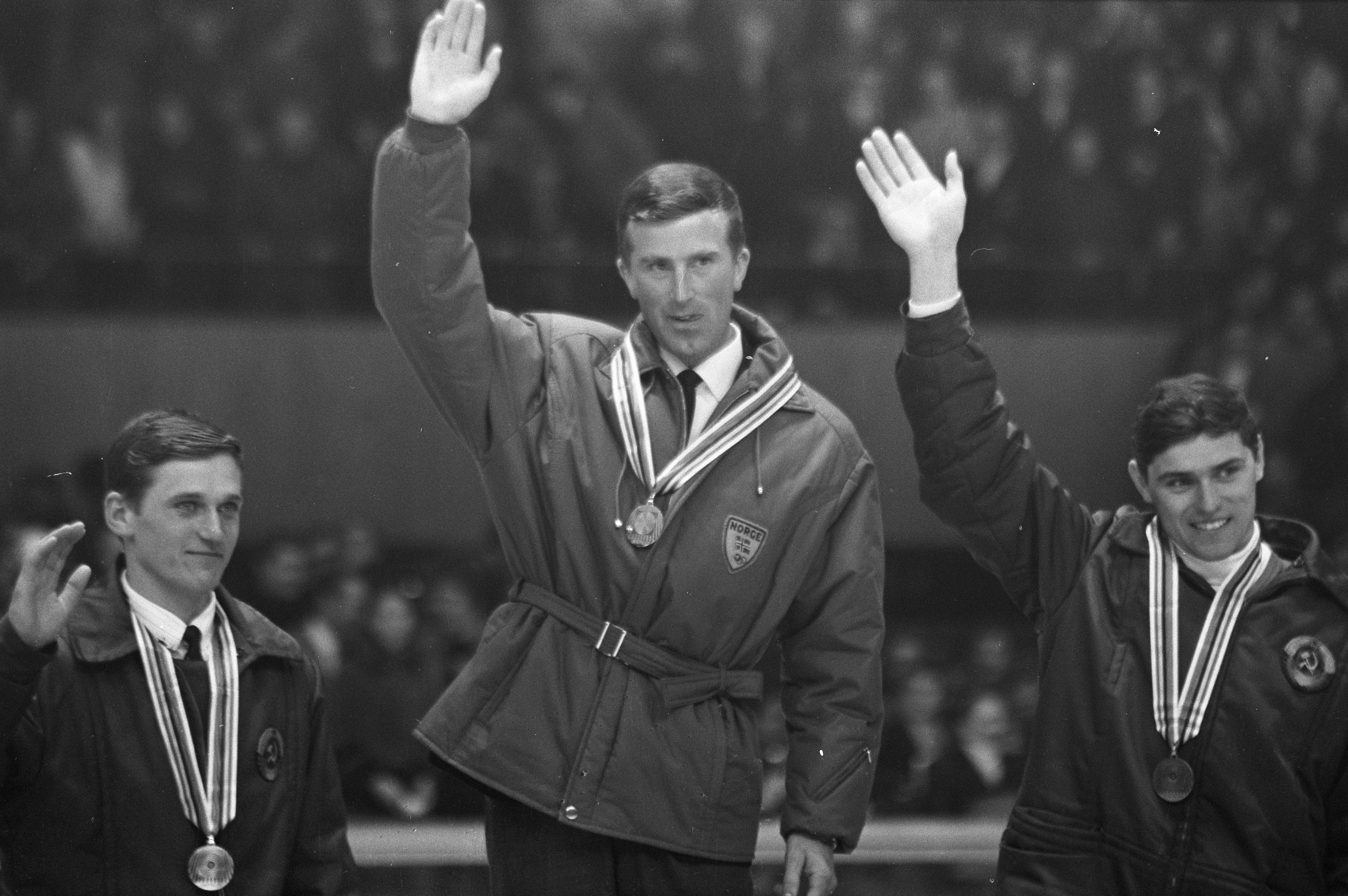
Siegerehrung (v. l. n. r.): Alexander Tichonow, Magnar Solberg, Wladimir Gundarzew

Olympiasieger 1964: Wladimir Melanin URS (Karriere beendet) / Weltmeister 1967:  Wiktor Mamatow (URS).

| Platz | Land | Sportler              | Zeit (h)  | Fehler       |
| ----- | ---- | --------------------- | --------- | ------------ |
| 01    | NOR  | Magnar Solberg        | 1:13:45,9 | 00 (0+0+0+0) |
| 02    | URS  | Alexander Tichonow    | 1:14:40,4 | 02 (1+1+0+0) |
| 03    | URS  | Wladimir Gundarzew    | 1:18:27,4 | 02 (0+0+1+1) |
| 04    | POL  | Stanisław Szczepaniak | 1:18:56,8 | 01 (0+0+1+0) |
| 05    | FIN  | Arve Kinnari          | 1:19:47,9 | 02 ()0+0+1+1 |
| 06    | URS  | Nikolai Pusanow       | 1:20:14,5 | 03 (0+1+1+1) |
| 07    | URS  | Wiktor Mamatow        | 1:20:20,8 | 01 (1+0+0+0) |
| 08    | POL  | Stanisław Łukaszczyk  | 1:20:28,1 | 04 (2+1+1+0) |
| 09    | FIN  | Kalevi Vähäkylä       | 1:20:56,5 | 03 (0+2+0+1) |
| 10    | GDR  | Horst Koschka         | 1:21:37,7 | 03 (1+1+1+0) |
|       |      |                       |           |              |
| 12    | FRG  | Theo Merkel           | 1:22:10,5 | 04 (3+0+1+0) |
|       |      |                       |           |              |
| 18    | GDR  | Dieter Speer          | 1:24:13,3 | 06 (2+2+1+1) |
|       |      |                       |           |              |
| 21    | GDR  | Hansjörg Knauthe      | 1:25:04,9 | 02 (1+1+0+0) |
|       |      |                       |           |              |
| 24    | GDR  | Heinz Kluge           | 1:26:55,2 | 07 (0+1+1+5) |
|       |      |                       |           |              |
| 32    | FRG  | Gerhard Gehring       | 1:28:26,8 | 08 (2+1+2+3) |
|       |      |                       |           |              |
| 39    | FRG  | Xaver Kraus           | 1:30:40,2 | 12 (4+3+2+3) |
| 40    | AUT  | Paul Ernst            | 1:31:47,9 | 06 (1+4+1+0) |
| 41    | FRG  | Herbert Hindelang     | 1:31:48,5 | 10 (3+5+1+1) |
|       |      |                       |           |              |
| 47    | AUT  | Horst Schneider       | 1:33:49,6 | 09 (3+2+1+3) |
|       |      |                       |           |              |
| 50    | AUT  | Adolf Scherwitzl      | 1:34:21,7 | 04 (2+0+1+1) |
|       |      |                       |           |              |
| 56    | AUT  | Franz Vetter          | 1:36:25,0 | 20 (5+5+5+5) |

Datum: 12. Februar 1968, 9:00 Uhr

Totalanstieg: 620 m, Maximalanstieg: 58 m, Höhenunterschied: 125 m
60 Teilnehmer aus 16 Ländern, davon 59 in der Wertung.
Das Einzelrennen fand unter schwierigen Bedingungen statt, denn fast pausenlos fiel eiskalter Regen, der die Treffsicherheit der Schützen stark beeinträchtigte. Viermal waren aus einer Entfernung von 150 m je fünf Schüsse mit Biathlongewehren abzugeben, liegend nach 3,6 und 12,5 km, stehend nach 8,5 und 17,4 km. Der Zieldurchmesser beim Liegendschießen betrug 25 cm (Innenkreis 12,5 cm), beim Stehendschießen 45 cm (Innenkreis 35 cm). Wurde der Außenkreis getroffen, erhielt der Teilnehmer eine Strafminute, bei einem vollständigen Fehlschuss zwei Strafminuten. Olympiasieger Magnar Solberg, der erstmals einen Biathlonwettkampf außerhalb Skandinaviens bestritt, blieb als einer von nur zwei Teilnehmern fehlerfrei. Tichonow war zwar der beste Läufer, doch zwei Fehlschüsse kosteten ihm den Olympiasieg. Der Bewerb fand bei leichtem Regen und Temperaturen über dem Gefrierpunkt statt. Die Österreicher hatten erwartungsgemäß keine Chance.

### Staffel 4 × 7,5 km
Bei Olympischen Spielen erstmals ausgetragen; Weltmeister 1967: NOR (Jon Istad, Ragnar Tveiten, Ola Wærhaug, Olav Jordet).

| Platz | Land/Sportler                                                                               | Zeit (h)  | Fehler                                           |
| ----- | ------------------------------------------------------------------------------------------- | --------- | ------------------------------------------------ |
| 01    | URS 0000Alexander Tichonow 0000Nikolai Pusanow 0000Wiktor Mamatow 0000Wladimir Gundarzew    | 2:13:02,4 | 02+6 (0+0 2+6) 0+0 1+3 0+0 0+0                   |
| 02    | NOR 0000Ola Wærhaug 0000Olav Jordet 0000Magnar Solberg 0000Jon Istad                        | 2:14:50,2 | 05+9 (0+0 5+9) 0+0 1+3 0+0 2+3 0+0 0+0 0+0 2+3   |
| 03    | SWE 0000Lars-Göran Arwidson 0000Tore Eriksson 0000Olle Petrusson 0000Holmfrid Olsson        | 2:17:26,3 | 00+0 (0+0 0+0) 0+0 0+0                           |
| 04    | POL 0000Józef Różak 0000Andrzej Fiedor 0000Stanisław Łukaszczyk 0000Stanisław Szczepaniak   | 2:20:19,6 | 04+9 (0+0 4+9) 0+0 2+3 0+0 1+3 0+0 0+0           |
| 05    | FIN 0000Juhani Suutarinen 0000Heikki Flöjt 0000Kalevi Vähäkylä 0000Arve Kinnari             | 2:20:41,8 | 05+9 (0+0 5+9) 0+0 3+3 0+0 1+3 0+0 0+0 0+0 1+3   |
| 06    | GDR 0000Heinz Kluge 0000Hans-Gert Jahn 0000Horst Koschka 0000Dieter Speer                   | 2:21:54,5 | 04+9 (0+0 4+9) 0+0 1+3 0+0 0+0 0+0 2+3           |
| 07    | ROM 0000Gheorghe Cimpoia 0000Constantin Carabela 0000Nicolae Bărbășescu 0000Vilmoș Gheorghe | 2:25:39,8 | 04+3 (0+0 4+3) 0+0 0+0 0+0 4+3 0+0 0+0           |
| 08    | USA 0000Ralph Wakley 0000Edward Williams 0000Bill Spencer 0000John Ehrensbeck               | 2:28:35,8 | 08+12 (0+0 8+6) 0+0 2+3 0+0 4+3 0+0 1+3          |
| 09    | FRG 0000Herbert Hindelang 0000Theo Merkel 0000Xaver Kraus 0000Gerhard Gehring               | 2:29:56,6 | 06+9 (0+0 6+9) 0+0 2+3 0+0 0+0 0+0 2+3           |
| 10    | FRA 0000Daniel Claudon 0000Serge Legrand 0000Aimé Gruet-Masson 0000Jean-Claude Viry         | 2:31:12,9 | 10+12 (3+5 7+9) 0+0 1+3 0+0 0+0 0+0 1+3 3+3 5+3  |
| 11    | AUT 0000Paul Ernst 0000Adolf Scherwitzl 0000Horst Schneider 0000Franz Vetter                | 2:33:47,1 | 10+12 (3+3 7+9) 0+0 1+3 0+0 0+0 0+0 1+3 3+3 5+3  |
| 12    | GBR 0000Marcus Halliday 0000Alan Notley 0000Peter Tancock 0000Frederick Andrew              | 2:34:40,9 | 09+12 (0+0 9+12) 0+0 1+3 0+0 2+3 0+0 5+3 0+0 1+3 |
| 13    | JPN 0000Isao Ono 0000Miki Shibuya 0000Shozo Okuyama 0000Hajime Yoshimura                    | 2:35:21,0 | 09+9 (0+0 9+9) 0+0 2+3 0+0 0+0 0+0 5+3 0+0 2+3   |
| DNF   | CAN 0000George Ede 0000Knowles McGill 0000George Rattai 0000Esko Karu                       |           |                                                  |

Datum: 15. Februar 1968, 14:00 Uhr

Totalanstieg: 195 m
 Maximalanstieg: 50 m
 Höhenunterschied: 65 m
Der Start des Rennens musste wegen dichten Nebels um fünfeinhalb Stunden verschoben werden (vorerst hatte es bereits eine Absage gegeben, ehe doch nach dieser Zeitspanne begonnen wurde).

Es nahmen 14 Staffeln mit je vier Läufern teil, die Kanadier gaben das Rennen unterwegs auf. Zu absolvieren waren zwei Schießprüfungen, stehend nach 2,5 km, liegend nach 5,0 km. Bei jeder Prüfung mussten aus einer Entfernung von 150 m fünf Glasteller getroffen werden (Durchmesser beim Liegendschießen 12,5 cm, beim Stehendschießen 30 cm), die Schützen hatten je acht Patronen zur Verfügung. Für jedes nicht getroffene Ziel musste eine Strafrunde von 150 m Länge absolviert werden. Die einzige Mannschaft ohne Fehlschuss war jene aus Schweden, die beste Einzelleistung erzielte Magnar Solberg in der dritten Runde.